# 벨기에 컵
벨기에 컵(프랑스어: Coupe de Belgique; 네덜란드어: Beker van België [네덜란드어 발음: [ˈbeːkər vɑn ˈbɛlɣijə]]; 독일어: Belgischer Fußballpokal)은 벨기에 왕립 축구 협회가 주관하는 벨기에의 리그컵 대회이다. 1911-12 시즌 처음 대회가 열렸으며 최다 우승팀은 클뤼프 브뤼허 (12회)이다. 2015-16 시즌부터 스폰서인 크로키사의 이름을 따서 크로키 컵(Croky Cup)으로 부르고 있다.

## 역사
벨기에의 첫 컵대회는 1907-1908년에 열렸다. 하지만 실제팀이 출전하지는 않았고 지역마다 선수들을 선발해 선발팀을 꾸려서 참가했다. 첫 대회에서는 베스트플란데런주가 안트베르펜주에 6:2로 승리하며 우승했다. 다음해에는 안트베르펜주가 브라반트주를 5:2로 꺾고 우승했다. 이 대회는 2년간 열린 후 폐지되었다.
1911년에 실제팀이 참가하는 대회가 열렸지만 곧 제1차 세계 대전으로 중지되었고 1926-27 시즌 다시 대회를 개최했을 때에는 상위팀들에게 관심도가 떨어졌다. 그러다 1953년에 마침내 리그 일정에 벨기에 컵이 포함되었으나 3년 뒤 투표를 통해 다시 중지되었다. 1960년에 UEFA 컵위너스컵이 새로 신설되면서 이 대회에 벨기에를 대표할 수 있는 팀을 참가시키기 위해서 벨기에 컵이 다시 조직되었다.

## 구조
벨기에컵은 매년 7월 혹은 8월에 시작하여 8라운드, 준결승전, 그리고 결승전으로 구성된 녹아웃 토너먼트로 진행된다. 전국 규모 리그 (1부~5부)에서 경기하는 모든 팀들과 벨기에 지방 리그의 상위 팀들이 참가한다. 지방 리그의 각 주는 주민 수에 따라 다수의 참가 신청을 받는다. 각 주마다 어떤 팀이 참가할 수 있는지 결정하기 위해 각 주에서 자체적으로 선정할 수 있지만, 일반적으로 벨기에컵 참가팀은 이전 시즌의 각 주립 컵 대회에서 최고 성적을 거둔 팀에게 수여되며, 나머지 진출권은 최상위 주립 리그에서 최고 성적을 거둔 팀에게 수여된다. 결국 벨기에 컵에 참가하는 대부분의 주립 리그 팀들은 상위 두 주립 리그에서 경기를 치르고 있지만, 각 시즌에 하위 리그에서는 몇 개 팀만이 본선에 진출한다.
5부 리그 이상의 팀들은 리그 레벨에 따라 매 중간 라운드부터 참여할 수 있도록 되어있다. 1라운드 한정으로 소규모 팀들의 이동 경비를 줄이기 위해 조 추첨 전에 지리적으로 팀들이 묶인다. 유럽 대항전에 출전하는 클럽들은 16강전부터 대회에 참여한다. 2부 리그부터 4부 리그에서 참가하고 있는 상위 리그의 유소년팀들은 참가할 수 없다. 5라운드부터 7라운드까지 아마추어 팀 (3부 이하)이 프로 팀(2부 이상)과 상대로 추첨될 경우, 아마추어 팀은 경기장 규정 사양을 충족하면 항상 홈 어드밴티지를 받게 된다. 결승전은 보두앵 국왕 경기장에서 열린다.
첫 세 라운드까지 동점으로 끝나는 경기는 연장 없이 승부차기로 결정되며, 연장전은 4라운드 이후에만 진행된다. 준결승전은 홈&어웨이로 진행되는 유일한 라운드이며, 원정 다득점 원칙은 적용되지 않는다.

### 일정
예비 예선에서 올라온 지방 리그 (6부~9부) 팀들은 1라운드에서 디비전 3 (5부) 팀들과 경쟁하게 된다. 더 높은 리그 팀들은 아래의 표와 같이 매 라운드마다 각각 차등해서 참가한다.
| 라운드    | 참가 리그         | 시행월                   |
| --------- | ----------------- | ------------------------ |
| 예비 예선 | 6부~9부           | 7월                      |
| 본선      |                   |                          |
| 1라운드   | 5부~9부           | 8월                      |
| 2라운드   | 4부               | 8월                      |
| 3라운드   | 3부               | 8월                      |
| 4라운드   | 없음              | 8월                      |
| 5라운드   | 2부               | 9월                      |
| 32강      | 1부               | 10월                     |
| 16강      | 유럽대항전 진출팀 | 11월                     |
| 8강       | 없음              | 12월                     |
| 준결승    | 없음              | 2월 (1차전)/ 3월 (2차전) |
| 결승      | 없음              | 4월                      |

## 역대 결승전
| (R)       | 재경기                                                      |
| *         | 연장전이 진행된 경기                                        |
| 칼표      | 연장전 후 승부차기가 진행된 경기                            |
| 이중 칼표 | 해당 시즌에 더블 (리그 우승과 FA컵 동시 우승)을 기록한 구단 |
| 이탤릭체  | 해당 시즌에 벨기에 최상위 리그 (1부)에 소속되지 않은 구단   |

| 회차                         | 시즌      | 우승                | 스코어  | 준우승            | 경기장                                  | 관중수 |
| ---------------------------- | --------- | ------------------- | ------- | ----------------- | --------------------------------------- | ------ |
| 1회                          | 1911–12   | RC 브뤼셀           | 1–0     | RC 한트           | 달링 브뤼셀의 알려지지 않은 임시 경기장 | 600    |
| 2회                          | 1912–13   | 위니옹 SG           | * 3–2 * | CS 부르주아       | 스타두 뤼 뒤 포레                       | 900    |
| 3회                          | 1913–14   | 위니옹 SG           | 2–1     | FC 부르주아       | 스타드 뒤 비비에 도이                   | 4,000  |
| 1914년부터 1926년까지 미개최 |           |                     |         |                   |                                         |        |
| 4회                          | 1926–27   | CS 부르주아         | 2–1     | 투반티아          | 듀든파르크                              | 1,500  |
| 1927년부터 1934년까지 미개최 |           |                     |         |                   |                                         |        |
| 5회                          | 1934–35   | 달링 브뤼셀         | 3–2     | 리라              | 스타드 조세프 마리앙                    | 5,000  |
| 1935년부터 1953년까지 미개최 |           |                     |         |                   |                                         |        |
| 6회                          | 1953–54   | 스탕다르 리에주     | 3–1     | RC 메헬렌         | 에젤 스타디움                           | 18,000 |
| 7회                          | 1954–55   | 앤트워프            | 4–0     | 바테르스헤이      | 에젤 스타디움                           | 20,000 |
| 8회                          | 1955–56   | 투르네지엥          | 2–1     | 베르비에투아      | 에젤 스타디움                           | 10,000 |
| 1956년부터 1963년까지 미개최 |           |                     |         |                   |                                         |        |
| 9회                          | 1963–64   | 헨트                | * 4–2 * | 디스트            | 에젤 스타디움                           | 6,000  |
| 10회                         | 1964–65   | 안데를레흐트        | * 3–2 * | 스탕다르 리에주   | 에젤 스타디움                           | 35,000 |
| 11회                         | 1965–66   | 스탕다르 리에주     | 1–0     | 안데를레흐트      | 에젤 스타디움                           | 32,452 |
| 12회                         | 1966–67   | 스탕다르 리에주     | * 3–1 * | KV 메헬렌         | 에젤 스타디움                           | 32,003 |
| 13회                         | 1967–68   | 클뤼프 브뤼허       | 1–1     | 베이르스홋 VAC    | 에젤 스타디움                           | 34,000 |
| 14th                         | 1968–69   | 리르서              | 2–0     | 라싱 화이트       | 에젤 스타디움                           | 26,000 |
| 15회                         | 1969–70   | 클뤼프 브뤼허       | 6–1     | 달링 브뤼셀       | 에젤 스타디움                           | 42,000 |
| 16회                         | 1970–71   | 베이르스홋 VAC      | * 2–1 * | 신트트라위던      | 에젤 스타디움                           | 37,715 |
| 17회                         | 1971–72   | 안데를레흐트        | 1–0     | 스탕다르 리에주   | 에젤 스타디움                           | 51,303 |
| 18회                         | 1972–73   | 안데를레흐트        | 2–1     | 스탕다르 리에주   | 에젤 스타디움                           | 43,900 |
| 19회                         | 1973–74   | 바레험              | 4–1     | 통에런            | 에젤 스타디움                           | 30,700 |
| 20회                         | 1974–75   | 안데를레흐트        | 1–0     | 앤트워프          | 에젤 스타디움                           | 47,700 |
| 21회                         | 1975–76   | 안데를레흐트        | 4–0     | 리르서            | 에젤 스타디움                           | 40,000 |
| 22회                         | 1976–77   | 클뤼프 브뤼허       | 4–3     | 안데를레흐트      | 에젤 스타디움                           | 55,000 |
| 23회                         | 1977–78   | 베베런              | 2–0     | 샤를루아          | 에젤 스타디움                           | 34,082 |
| 24회                         | 1978–79   | 베이르스홋 VAC      | 1–0     | 클뤼프 브뤼허     | 에젤 스타디움                           | 42,000 |
| 25회                         | 1979–80   | 바테르스헤이        | 2–1     | 베베런            | 에젤 스타디움                           | 32,700 |
| 26회                         | 1980–81   | 스탕다르 리에주     | 4–0     | 로케런            | 에젤 스타디움                           | 46,035 |
| 27회                         | 1981–82   | 바테르스헤이        | 2–0     | 바레험            | 에젤 스타디움                           | 23,032 |
| 28회                         | 1982–83   | 베베런              | 3–1     | 클뤼프 브뤼허     | 에젤 스타디움                           | 45,000 |
| 29회                         | 1983–84   | 헨트                | 2–0     | 스탕다르 리에주   | 에젤 스타디움                           | 35,000 |
| 30회                         | 1984–85   | 세르클러 브뤼허     | 1–1     | 베베런            | 콩스탕 반덴 스토크 스타디온             |        |
| 31회                         | 1985–86   | 클뤼프 브뤼허       | 3–0     | 세르클러 브뤼허   | 올림피아슈타디온                        | 28,000 |
| 32회                         | 1986–87   | KV 메헬렌           | 1–0     | RFC 리에주        | 콩스탕 반덴 스토크 스타디온             | 26,117 |
| 33회                         | 1987–88   | 안데를레흐트        | 2–0     | 스탕다르 리에주   | 에젤 스타디움                           | 35,000 |
| 34회                         | 1988–89   | 안데를레흐트        | 2–0     | 스탕다르 리에주   | 에젤 스타디움                           | 32,300 |
| 35회                         | 1989–90   | RFC 리에주          | 2–1     | 헤르미날 에케런   | 에젤 스타디움                           |        |
| 36회                         | 1990–91   | 클뤼프 브뤼허       | 3–1     | KV 메헬렌         | 에젤 스타디움                           | 25,000 |
| 37회                         | 1991–92   | 앤트워프            | 2–2     | KV 메헬렌         | 올림피아슈타디온                        | 20,000 |
| 38회                         | 1992–93   | 스탕다르 리에주     | 2–0     | 샤를루아          | 콩스탕 반덴 스토크 스타디온             |        |
| 39회                         | 1993–94   | 안데를레흐트        | 2–0     | 클뤼프 브뤼허     | 스타드 모리스 뒤프란                    | 17,660 |
| 40회                         | 1994–95   | 클뤼프 브뤼허       | 3–1     | 헤르미날 에케런   | 콩스탕 반덴 스토크 스타디온             | 18,500 |
| 41회                         | 1995–96   | 클뤼프 브뤼허       | 2–1     | 세르클러 브뤼허   | 보두앵 국왕 경기장                      | 30,000 |
| 42회                         | 1996–97   | 헤르미날 에케런     | * 4–2 * | 안데를레흐트      | 보두앵 국왕 경기장                      | 21,520 |
| 43회                         | 1997–98   | 헹크                | 4–0]ㅡ  | 클뤼프 브뤼허     | 보두앵 국왕 경기장                      | 35,000 |
| 44회                         | 1998–99   | 리르서              | 3–1     | 스탕다르 리에주   | 보두앵 국왕 경기장                      | 40,000 |
| 45회                         | 1999–2000 | 헹크                | 4–1     | 스탕다르 리에주   | 보두앵 국왕 경기장                      | 50,000 |
| 46회                         | 2000–01   | 베스테를로          | 1–0     | 롬멜              | 보두앵 국왕 경기장                      | 20,000 |
| 47회                         | 2001–02   | 클뤼프 브뤼허       | 3–1     | 엑시오르 무스크롱 | 보두앵 국왕 경기장                      |        |
| 48회                         | 2002–03   | 루비에르            | 3–1     | 신트트라위던      | 보두앵 국왕 경기장                      | 32,000 |
| 49회                         | 2003–04   | 클뤼프 브뤼허       | 4–2     | 베베런            | 보두앵 국왕 경기장                      | 40,000 |
| 50회                         | 2004–05   | 헤르미날 베이르스홋 | 2–1     | 클뤼프 브뤼허     | 보두앵 국왕 경기장                      | 40,000 |
| 51회                         | 2005–06   | 쥘터 바레험         | 2–1     | 엑시오르 무스크롱 | 보두앵 국왕 경기장                      | 24,000 |
| 52회                         | 2006–07   | 클뤼프 브뤼허       | 1–0     | 스탕다르 리에주   | 보두앵 국왕 경기장                      | 45,380 |
| 53회                         | 2007–08   | 안데를레흐트        | 3–2     | 헨트              | 보두앵 국왕 경기장                      | 50,000 |
| 54회                         | 2008–09   | 헹크                | 2–0     | KV 메헬렌         | 보두앵 국왕 경기장                      | 48,000 |
| 55회                         | 2009–10   | 헨트                | 3–0     | 세르클러 브뤼허   | 보두앵 국왕 경기장                      | 36,000 |
| 56회                         | 2010–11   | 스탕다르 리에주     | 2–0     | 베스테를로        | 보두앵 국왕 경기장                      | 39,000 |
| 57회                         | 2011–12   | 로케런              | 1–0     | 코르트레이크      | 보두앵 국왕 경기장                      | 35,000 |
| 58회                         | 2012–13   | 헹크                | 2–0     | 세르클러 브뤼허   | 보두앵 국왕 경기장                      | 40,000 |
| 59회                         | 2013–14   | 로케런              | 1–0     | 쥘터 바레험       | 보두앵 국왕 경기장                      | 40,000 |
| 60회                         | 2014–15   | 클뤼프 브뤼허       | 2–1     | 안데를레흐트      | 보두앵 국왕 경기장                      | 45,000 |
| 61회                         | 2015–16   | 스탕다르 리에주     | 2–1     | 클뤼프 브뤼허     | 보두앵 국왕 경기장                      | 44,379 |
| 62회                         | 2016–17   | 쥘터 바레험         | 3–3     | 오스텐더          | 보두앵 국왕 경기장                      | 35,000 |
| 63회                         | 2017–18   | 스탕다르 리에주     | * 1–0 * | 헹크              | 보두앵 국왕 경기장                      | 44,807 |
| 64회                         | 2018–19   | KV 메헬렌           | 2–1     | 헨트              | 보두앵 국왕 경기장                      | 44,771 |
| 65회                         | 2019–20   | 앤트워프            | 1–0     | 클뤼프 브뤼허     | 보두앵 국왕 경기장                      | 0      |
| 66회                         | 2020–21   | 헹크                | 2–1     | 스탕다르 리에주   | 보두앵 국왕 경기장                      | 0      |
| 67회                         | 2021–22   | 헨트                | 0–0     | 안데를레흐트      | 보두앵 국왕 경기장                      | 42,500 |
| 68회                         | 2022–23   | 앤트워프            | 2–0     | KV 메헬렌         | 보두앵 국왕 경기장                      | 42,000 |
| 69회                         | 2023–24   | 위니옹 SG           | 1–0     | 앤트워프          | 보두앵 국왕 경기장                      | 47,000 |
| 70회                         | 2024-25   | 클뤼프 브뤼허       | 2–1     | 안데를레흐트      | 보두앵 국왕 경기장                      | 40,861 |

## 구단별 성적
| 구단명              | 우승 횟수 | 최초 우승 | 최근 우승 | 준우승 횟수 | 최근 준우승 | 결승 진출 횟수 |
| ------------------- | --------- | --------- | --------- | ----------- | ----------- | -------------- |
| 클뤼프 브뤼허       | 12        | 1968      | 2025      | 8           | 2020        | 20             |
| 안데를레흐트        | 9         | 1965      | 2008      | 6           | 2025        | 15             |
| 스탕다르 리에주     | 8         | 1954      | 2018      | 10          | 2021        | 18             |
| 헹크                | 5         | 1998      | 2021      | 1           | 2018        | 6              |
| 헨트                | 4         | 1964      | 2022      | 2           | 2019        | 6              |
| 앤트워프            | 4         | 1955      | 2023      | 2           | 2024        | 6              |
| 위니옹 SG           | 3         | 1913      | 2024      | 0           | -           | 3              |
| 세르클러 브뤼허     | 2         | 1927      | 1985      | 5           | 2013        | 7              |
| 메헬렌              | 2         | 1987      | 2019      | 5           | 2023        | 7              |
| 베베런              | 2         | 1978      | 1983      | 3           | 2004        | 5              |
| 쥘터 바레험         | 2         | 2006      | 2017      | 1           | 2014        | 3              |
| KSC 로케런          | 2         | 2012      | 2014      | 1           | 1981        | 3              |
| 리르서              | 2         | 1969      | 1999      | 1           | 1976        | 3              |
| 토르 바테르스헤이   | 2         | 1980      | 1982      | 1           | 1955        | 3              |
| 베이르스홋 VAC      | 2         | 1971      | 1979      | 1           | 1968        | 3              |
| 헤르미날 에케런     | 1         | 1997      | 1997      | 2           | 1995        | 3              |
| 베스테를로          | 1         | 2001      | 2001      | 1           | 2011        | 3              |
| RFC 리에주          | 1         | 1990      | 1990      | 1           | 1987        | 2              |
| KSV 바레험          | 1         | 1974      | 1974      | 1           | 1982        | 2              |
| RDC 몰뢴베크        | 1         | 1935      | 1935      | 1           | 1970        | 2              |
| 헤르미날 베이르스홋 | 1         | 2005      | 2005      | 0           |             | 1              |
| 루비에르            | 1         | 2003      | 2003      | 0           |             | 1              |
| 투르네지엥          | 1         | 1956      | 1956      | 0           |             | 1              |
| 라싱 브뤼셀         | 1         | 1912      | 1912      | 0           |             | 2              |
| 엑시오르 무스크롱   | 0         | -         | -         | 2           | 2006        | 2              |
| 신트트라위던 VV     | 0         | -         | -         | 2           | 2003        | 2              |
| 스포르팅 샤를루아   | 0         | -         | -         | 2           | 1993        | 2              |
| KV 오스텐더         | 0         | -         | -         | 1           | 2017        | 1              |
| KV 코르트레이크     | 0         | -         | -         | 1           | 2012        | 1              |
| 롬멜 SK             | 0         | -         | -         | 1           | 2001        | 1              |
| KSK 통에런          | 0         | -         | -         | 1           | 1974        | 1              |
| 라싱 화이트         | 0         | -         | -         | 1           | 1969        | 1              |
| KFC 디스트          | 0         | -         | -         | 1           | 1964        | 1              |
| 베르비에투아        | 0         | -         | -         | 1           | 1956        | 1              |
| KRC 메헬렌          | 0         | -         | -         | 1           | 1954        | 1              |
| 리라                | 0         | -         | -         | 1           | 1935        | 1              |
| 투반티아 보르게르홋 | 0         | -         | -         | 1           | 1927        | 1              |
| 라싱 한트           | 0         | -         | -         | 1           | 1912        | 1              |

- 붉은 배경의 이탤릭체로 표시된 구단들은 해체 혹은 합병되었다.

## 참고
1. ↑  경기는 연장전까지 1–1로 끝났으며, 클뤼프 브뤼허는 승부차기에서 7–6으로 승리하였다.
2. ↑  경기는 1–1인 상황에서 승부차기에 들어가 세르클러 브뤼허가 5–4로 승리했다.
3. ↑  경기는 2–2인 상황에서 승부차기에 들어가 앤트워프가 9–8로 승리했다.
4. ↑  경기는 연장전까지 3–3으로 끝난 상황에서 승부차기에 들어가 쥘터 바레험이 4–2로 승리했다.
5. ↑  2020년에 열린 결승전은 벨기에의 코로나19 범유행으로 인해 무관중 경기로 진행했다.
6. ↑  2021년에 열린 결승전은 벨기에의 코로나19 범유행으로 인해 무관중 경기로 진행했다.
7. ↑  경기는 연장전까지 0-0인 상황에서 승부차기에 들어가 헨트가 4–3으로 승리했다.